# Brownlowia havilandii
Brownlowia havilandii är en malvaväxtart som beskrevs av Otto Stapf. Brownlowia havilandii ingår i släktet Brownlowia och familjen malvaväxter. Inga underarter finns listade i Catalogue of Life.